# Саркисян, Андроник Саркисович
Андроник Саркисович Саркисян (25 октября 1906, с. Ахкенд, Зангезурский уезд, Елисаветпольская губерния — 11 декабря 1965, Москва) — советский военачальник, полковник (16 октября 1942).

## Начальная биография
Андроник Саркисович Саркисян родился 25 октября 1906 года в селе Ахкенд Зангезурского уезда Елисаветпольской губернии.

## Военная служба

### Довоенное время
3 января 1923 года призван в ряды РККА и направлен на учёбу в Объединённую военную школу в Эривани, однако после её расформирования в июле 1927 года переведён в Закавказскую объединённую военную школу в Тифлисе, после окончания которой назначен на должность командира взвода в составе 3-го Кавказского горнострелкового полка, дислоцированного в Сухуми.
В 1929 году переведён в 66-й кавалерийский полк (Отдельная кавалерийская бригада), дислоцированного в Тифлисе, в составе которого служил на должностях командира пулемётного взвода и командира эскадрона.
В 1931 году окончил пулемётные курсы при штаба Кавказской Краснознамённой армии. В марте того же года переведён в 8-й полк Закавказского ГПУ, в составе которого командиром взвода кавалерийского дивизиона принимал участие в ликвидации бандитизма в районах станции Тауз и города Агдам (Азербайджан), в период с марта по май 1932 года начальником опергруппы — в ликвидации бандформирования в районе станции Караязы и города Караклис, а затем — в ликвидации бандформирований на территории Душетского района.
В октябре 1932 года назначен на должность курсового командира школы младшего комсостава в городе Закаталы, а в апреле 1933 года — на должность начальника заставы в составе 39-го Ленкоранского пограничного отряда.
1 июля 1935 года А. С. Саркисян направлен на учёбу на кавалерийские курсы усовершенствования командного состава в Новочеркасске, после окончания которых 20 октября того же года направлен в 119-й кавалерийский полк (30-я кавалерийская дивизия, 5-й кавалерийский корпус, Ленинградский военный округ), дислоцированный в городе Остров, где назначен на должность помощника начальника штаба, а в июле 1936 года — на должность командира эскадрона этого же полка.
В сентябре 1937 года направлен на учёбу в Военную академию имени М. В. Фрунзе, после окончания которой в феврале 1940 года назначен на должность начальника штаба 3-го кавалерийского полка (Прибалтийский военный округ), в июне — на должность помощника начальника оперативного отдела штаба 3-го механизированного корпуса, дислоцированного в Вильно, а 12 декабря — на должность старшего помощника начальника оперативного отдела штаба Прибалтийского военного округа.

### Великая Отечественная война
С началом войны майор А. С. Саркисян находился на прежней должности на Северо-Западном фронте и принимал участие в оборонительных боевых действиях в ходе приграничного сражения в Прибалтике и на лужском направлении.
27 июля назначен на должность начальника штаба кавалерийской бригады, однако в первой половине августа переведён на должность начальника штаба 41-й кавалерийской дивизии, формировавшейся в г. Осташков, а с октября ведшей боевые действия на мценском и богородицком направлениях, а затем отступавшей по направлению на Рязань. Майор А. С. Саркисян дважды был ранен и после второго ранения в районе Плавска с 6 декабря 1941 года лечился в госпитале и затем находился в отпуске.
После излечения в марте 1942 года направлен в Закавказский военный округ, где назначен на должность командира 89-й стрелковой дивизии, формировавшейся в Ереване. После завершения формирования дивизия в период с 6 по 9 августа была передислоцирована в район г. Грозный, где оборудовала оборонительный рубеж на правом фасе внешнего грозненского обвода, а затем занимала оборону на дальних подступах к городу. С 18 сентября дивизия принимала участие в Моздок-Малгобекской оборонительной операции, а затем вела наступательные боевые действия по освобождению населённых пунктов Терек, Терская и Предмостный, в ходе которых понесла значительные потери, после чего выведена на пополнение.
20 октября полковник А. С. Саркисян назначен на должность командира 151-й стрелковой дивизии, находившейся в резерве Северной группы войск Закавказского фронта и к 23 декабря занявшей оборонительный рубеж в районе населённых пунктов Морозовский, Сунженский и Нортон, и с которого 24 декабря перешла в наступление и принимала участие в ходе Северо-Кавказской и Ростовской наступательных операций. 10 марта 1943 года полковник А. С. Саркисян был освобождён от занимаемой должности.
10 апреля 1943 года назначен на должность командира 41-й гвардейской стрелковой дивизии, ведшей оборонительные боевые действия по восточному берегу реки Северский Донец. В июне освобождён от командования дивизией и в июле переведён на должность заместителя начальника штаба — начальника оперативного отдела штаба 21-й армии, после чего принимал участие в ходе Донбасской наступательной операции. В сентябре освобождён от должности и в октябре назначен заместителем командира 244-й стрелковой дивизии, которая принимала участие в боевых действиях в ходе битвы за Днепр и на разумовском плацдарме.
С 24 декабря 1943 года полковник А. С. Саркисян находился на лечении в госпитале, а после излечения — в распоряжении Главного управления кадров НКО. 29 апреля 1944 года назначен заместителем командира 350-й стрелковой дивизии в составе 1-го Украинского фронта, однако в должность не вступил и самовольно убыл на 1-й Белорусский фронт, в результате чего июне отозван в распоряжение Главного управления кадров НКО, отдан под суд и военным трибуналом осуждён на пять лет условно. В начале августа вновь направлен на 1-й Украинский фронт, где назначен на должность начальника оперативного отдела штаба 3-й гвардейской армии.
В ноябре 1944 года переведён на должность командира 236-го стрелкового полка в составе 106-й стрелковой дивизии, после чего с января 1945 года принимал участие в наступательных боевых действиях против островецко-опатувской группировки войск противника. 17 марта полковник А. С. Саркисян назначен на должность командира той же 106-й стрелковой дивизии, оборонявшейся в районе г. Форет, однако 14 апреля был ранен и был эвакуирован. Во время Берлинской наступательной операции полковник А. С. Саркисян находился в подчинении командующего войсками 1-го Украинского фронта и выполнял оперативные задания Военного совета в частях 9-го механизированного корпуса.

### Послевоенная карьера
В начале июня 1945 года назначен на должность командира 162-го гвардейского стрелкового полка (54-я гвардейская стрелковая дивизия), а в январе 1946 года переведён в Военную академию имени М. В. Фрунзе, где служил на должностях старшего преподавателя кафедры общей тактики и преподавателя оперативно-тактической подготовки 2-го курса.
Полковник Андроник Саркисович Саркисян 7 мая 1947 года арестован органами НКВД, после чего находился в заключении, однако 14 июля 1954 года освобождён из-под ареста и затем полностью реабилитирован. 
30 августа 1955 года уволен в запас. 
Умер 11 декабря 1965 года в Москве.

## Награды
- Три ордена Красного Знамени
- Медали.